# Maurice Barthélémy

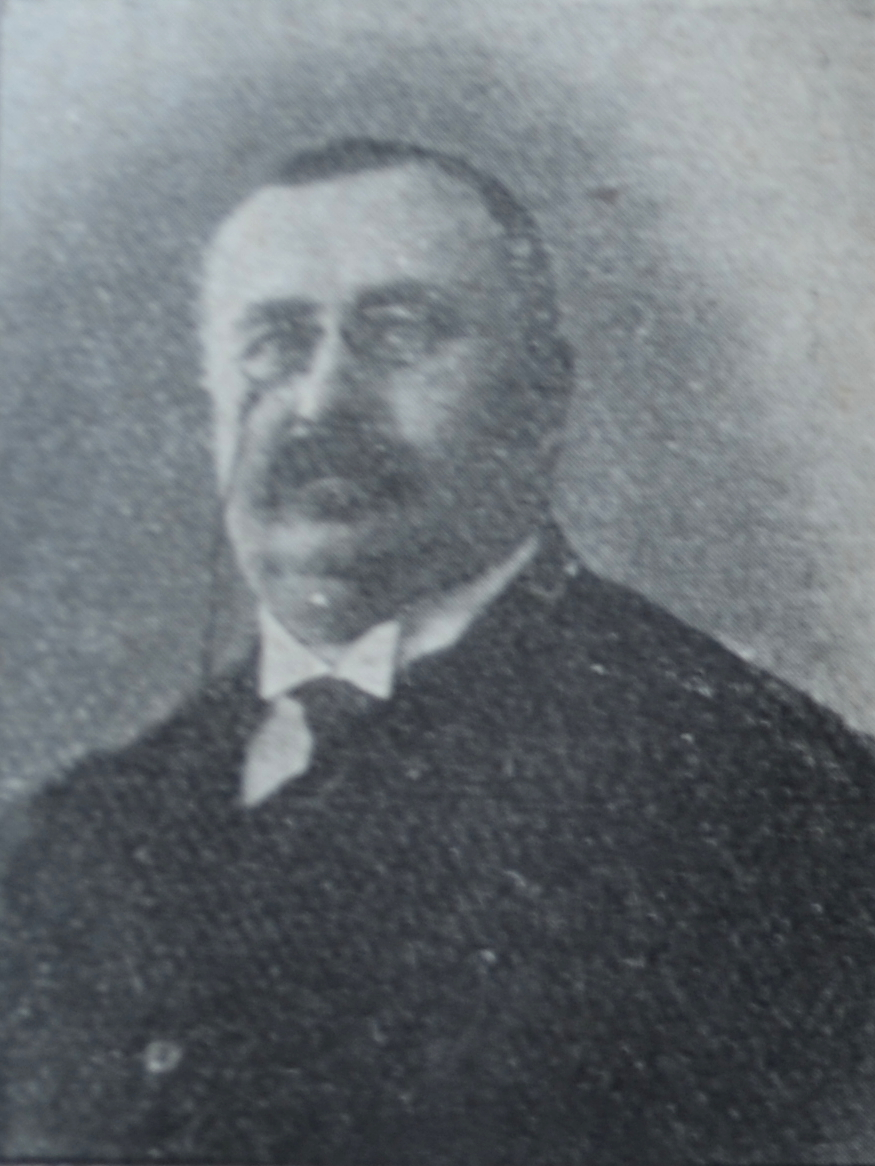
Maurice Barthélémy, 1911

Maurice Barthélémy (* 24. Januar 1871 in Saales; † 31. März 1922 auf Château d'Alteville in Tarquimpol) war Gutsbesitzer, Bürgermeister und Mitglied der zweiten Kammer des Landtags des Reichslandes Elsaß-Lothringen.
Maurice Barthélémy besuchte mehrere Schulen in Frankreich und lebte als Besitzer großer Waldungen auf Château d'Alteville in Tarquimpol, wo er auch Bürgermeister war. Ab 1900 war er Vertreter des Kantons Saales im unterelsässischen Bezirkstag.
Bei der ersten (und einzigen) Wahl zum Landtag trat er im Wahlkreis Albesdorf-Dieuze als Kandidat der Unabhängigen Lothringer Partei an. Im Ersten Wahlgang wurden im Wahlkreis von den 4.899 Stimmberechtigten 3.218 Stimmen abgegeben. Auf Maurice Barthélémy entfielen 2.520, auf den Kandidaten des Zentrums, Erhard 472 Stimmen. Maurice Barthélémy gehörte dem Landtag bis 1918 an.